# Политические партии Мальдив
Политические партии Мальдив были легализованы, когда парламент принял закон о партиях 2 июня 2005. Это произошло после десятилетий авторитарного правления.

## Парламентские партии, представленные в меджлисе
| Партия | Партия   | Партия                                             |                                                      |                    |          | Мест в   | Политическая позиция                         |
| аббр.  | Название | Название                                           | Сайт                                                 | Лидер              | Основана | меджлисе | (идеология)                                  |
| ------ | -------- | -------------------------------------------------- | ---------------------------------------------------- | ------------------ | -------- | -------- | -------------------------------------------- |
| PPM    |          | Прогрессивная партия Мальдив ޕްރޮގްރެސިވް ޕާޓީ އޮފް މޯލްޑިވްސް    | Архивная копия от 26 февраля 2020 на Wayback Machine | Момун Абдул Гаюм   | 2011     | 34       | правоцентристская, суннитский консерватизм   |
| MDP    |          | Демократическая партия Мальдив ދިވެހިރައްޔިތުންގެ ޑިމޮކްރެޓިކް ޕާޓީ | Архивная копия от 12 января 2014 на Wayback Machine  | Мохамед Нашид      | 2005     | 24       | левоцентристская, демократический либерализм |
| JP     |          | Республиканская партия ޖުމްހޫރީ ޕާޓީ                     | Архивная копия от 7 января 2014 на Wayback Machine   | Касим Ибрахим      | 2008     | 16       | правоцентристская, либеральный консерватизм  |
| AP     |          | Адхаалатх ޢަދާލަތު ޕާޓީ                                  | Архивная копия от 5 ноября 2013 на Wayback Machine   | Шейх Имран Абдулла | 2005     | 1        | правая, суннитский фундаментализм            |

### Внепарламентские партии
| Партия | Партия   | Партия                                          |      |                             |            | Политическая позиция                                      |
| аббр.  | Название | Название                                        | Сайт | Лидер                       | Основана в | (идеология)                                               |
| ------ | -------- | ----------------------------------------------- | ---- | --------------------------- | ---------- | --------------------------------------------------------- |
| GIP    |          | Партия национального единства Мальдив ޤައުމީ އިއްތިޚާދު |      | Мохаммед Вахид Хассан Маник | 2008       | левоцентристская, социал-демократия, исламская демократия |
| DRP    |          | Мальдивская народная партия ދިވެހި ރައްޔިތުންގެ ޕާޓީ       |      | Ахмед Тасмин Али            | 2005       | правоцентристская, либеральный консерватизм               |

## Билль о политических партиях
12 марта 2013 года президент Мальдив Вахид ратифицировал новый 'Билль о политических партиях', заменивший предыдущую многопартийную систему, утверждённую в 2005 году на Мальдивах. Согласно биллю минимальное количество членов, необходимое для регистрации политической партии было увеличено с 3000 до 10 000 человек. С ратификацией законопроекта, все политические партии, которые не имели зарегистрированных 10 000 членов были распущены. Партия национального единства, член правящей коалиции и возглавляемая действующим на тот момент президентом Вахидом была среди 11 распущенных партий. 
Список распущенных партий согласно этому биллю:
| Партия | Партия   | Партия                                                            |                                                      |                             |            | Политическая партия                                       |
| аббр.  | Название | Название                                                          | Сайт                                                 | Лидер (на момент роспуска)  | Основана в | (идеология)                                               |
| ------ | -------- | ----------------------------------------------------------------- | ---------------------------------------------------- | --------------------------- | ---------- | --------------------------------------------------------- |
| PA     |          | Народный альянс ޕީޕަލްސް އެލަޔަންސް                                        | Архивная копия от 23 октября 2013 на Wayback Machine | Ахмед Назим                 | 2008       |                                                           |
| DQP    |          | Дхивехи Кауми ދިވެހި ޤައުމީ ޕާޓީ                                          |                                                      | Хассан Саид                 | 2009       |                                                           |
| GIP    |          | Партия национального единства ޤައުމީ އިއްތިޚާދު                           |                                                      | Мохаммед Вахид Хассан Маник | 2008       | левоцентристская, социал-демократия, исламская демократия |
| IDP    |          | Исламская демократическая партия އިސްލާމިކް ޑިމޮކްރެޓިކް ޕާޓީ                  |                                                      | Хассан Зарир                | 2005       | исламизм, исламская демократия                            |
| MSDP   |          | Мальдивская социал-демократическая партия ދިވެހިރައްޔިތުންގެ ސޯޝަލް ޑިމޮކްރެޓިކް ޕާޓީ | –                                                    | Рико Ибрахим Маник          | 2006       |                                                           |
| PP     |          | Народная партия ޕީޕަލްސް ޕާޓީ                                           | –                                                    | Ахмед Рияз                  | 2007       |                                                           |
| MNC    |          | Мальдивский национальный конгресс މޯލްޑިވިއަން ނެޝަނަލް ކޮންގްރެސް               | –                                                    | Али Амджад (заместитель)    | 2007       |                                                           |
| SLP    |          | Социал-либеральная партия ސޯޝަލް ލިބަރަލް ޕާޓީ                             | –                                                    | Мазлаан Рашид               | 2007       | левоцентристская, либеральный социализм                   |
| MLP    |          | Мальдивская рабочая партия މޯލްޑިވިއަން ލޭބަރ ޕާޓީ                          | –                                                    | Ахмед Муса (заместитель)    | 2008       | социализм                                                 |
| MRM    |          | Мальдивское реформаторское движение މޯލްޑިވްސް ރިފޯމް މޫވްމަންޓް               |                                                      | Мохамед Мунаввар            | 2011       |                                                           |
| MDA    |          | Мальдивский альянс развития މޯލްޑިވްސް ޑިވެލޮޕްމަންޓް އެލަޔަންސް                   |                                                      | Ахмед Шиям                  | 2012       |                                                           |